# Jean de Dalberg

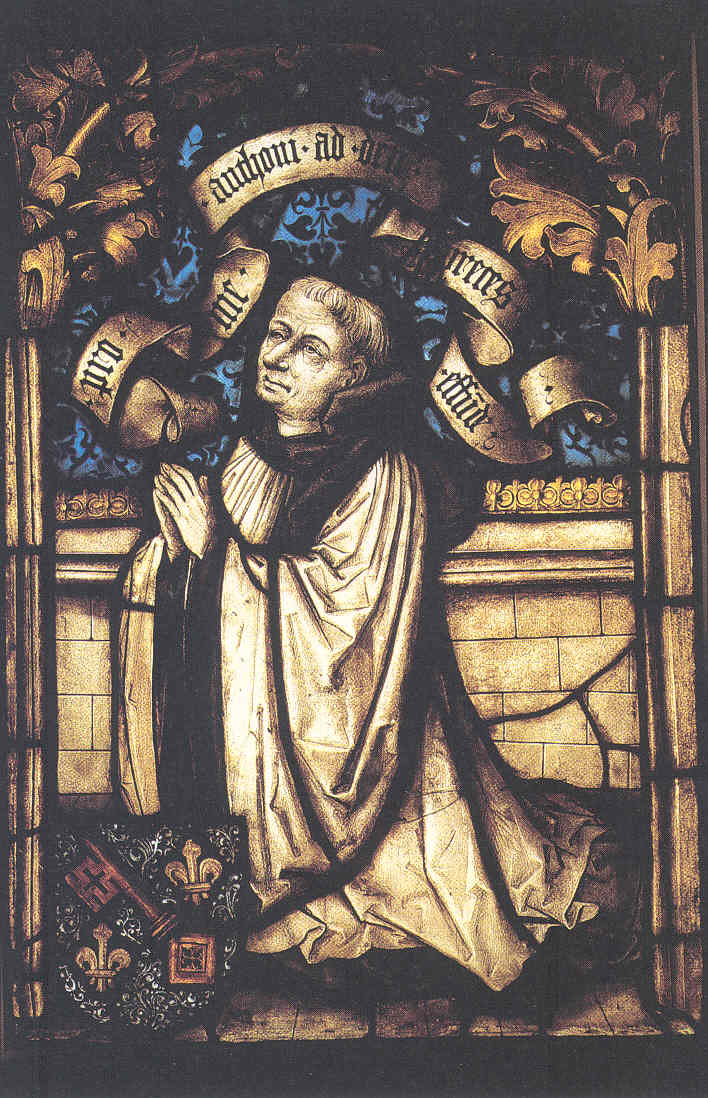
Vitrail représentant Jean de Dalberg et ses armoiries, mêlant celles de la famille de Dalberg à celles de Worms (vers 1480 ; situé à l'origine dans le caveau funéraire des Dalberg, en l'église Saint-Pierre à Herrnsheim, auj. exposé au Musée régional de Bade à Karlsruhe).

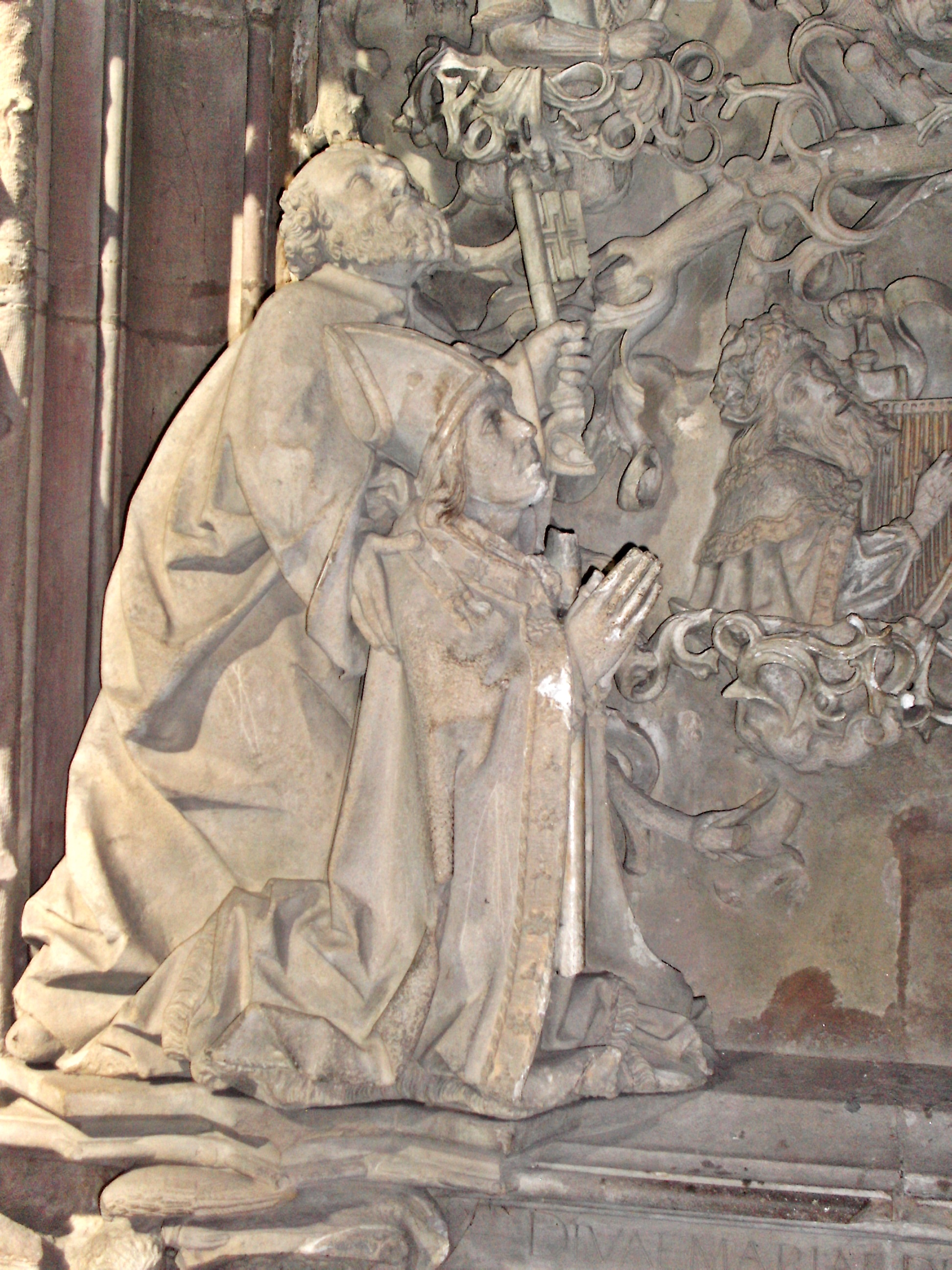
L'évêque Jean de Dalberg béni par Saint Pierre. Détail d'une sculpture contemporaine, l’« arbre de Jessé », dans la cathédrale de Worms.

Jean de Dalberg, né le 14 août 1455 à Oppenheim, mort le 27 juillet 1503 à Heidelberg est évêque de Worms et chancelier de l’Université de Heidelberg de 1480 à 1482.

## Biographie
Fils du sénéchal de l’électeur palatin, Wolf de Dalberg (de) (1426 † 1476), il étudia la philosophie à Erfurt et le droit à Pavie. En 1480 il reçut la charge d’avoué du chapitre de Worms et de chancelier de l’Université de Heidelberg, dont il assura la prospérité.
L’électeur palatin Philippe (au pouvoir de 1476 à 1508) en fit son chancelier en 1482 et fit en sorte qu’il soit élu évêque de Worms (consécration le 2 août 1482). Dalberg favorisa le courant humaniste et fit de Heidelberg et de Worms des centres actifs des nouvelles idées. En 1484 il invita à Heidelberg Rudolph Agricola, avec qui il s'était lié d’amitié à Pavie. Ce représentant du premier humanisme nordique était libre de prononcer discours et conférences à l’université, et il accompagna Dalberg en 1485 à Rome. Dalberg entretenait une correspondance suivie avec les plus grands érudits de son temps. En 1496 invita Jakob Stoll d’Alsheim pour une visitation diocésaine, que le Synodal de Worms lui attribue.

## Statue
Le roi Louis Ier de Bavière voyait en Jean de Dalberg un des grands hommes de l'histoire allemande : il lui fit dresser une statue de marbre par Arnold Hermann Lossow dans son panthéon de Ratisbonne, le Walhalla.